# Bernhard Pauss
Bernhard Cathrinus Pauss (nascido em 6 de abril de 1839 em Tangen, Drammen, faleceu em 9 de novembro de 1907 em Christiania) foi um teólogo norueguês, educador, autor e líder humanitário e missionário, que foi uma figura importante na educação de meninas na Noruega em sua vida. 
Foi diretor e proprietário da Nissen's Girls 'School (1872–1907/1903) e chefe da faculdade de professores de mulheres afiliadas, a primeira instituição de ensino superior aberta a mulheres na Noruega. Ele também foi professor na Academia Militar da Noruega. Foi presidente da Missão Norueguesa Santal (1887–1907), em sucessão a Oscar Nissen, e o primeiro editor-chefe de seu diário Santalen. Ele também escreveu e editou vários livros escolares em norueguês e alemão, incluindo a série de livros Læsebog i Modersmaalet, que foi um dos livros escolares mais usados na Noruega por mais de meio século. Uma vila na Índia, Pauspur (Pausspur), foi nomeada em sua homenagem. Ele era membro do comitê nomeado pelo governo que propôs a Lei da Escola Superior, adotada em 1896. 
Filho do armador de Drammen Nicolai Nissen Pauss, ele foi casado em seu primeiro casamento com Augusta Thoresen, filha do comerciante de madeira Hans Thoresen, e em seu segundo casamento com Anna Henriette Wegner, filha do industrial Benjamin Wegner e Henriette Seyler, membro da dinastia bancária Berenberg de Hamburgo. Ele era o pai do cirurgião e presidente da Cruz Vermelha Norueguesa Nikolai Nissen Paus, do líder industrial Augustin Paus e do diretor da Confederação dos Empregadores noruegueses George Wegner Paus. 

## Educação e início de carreira

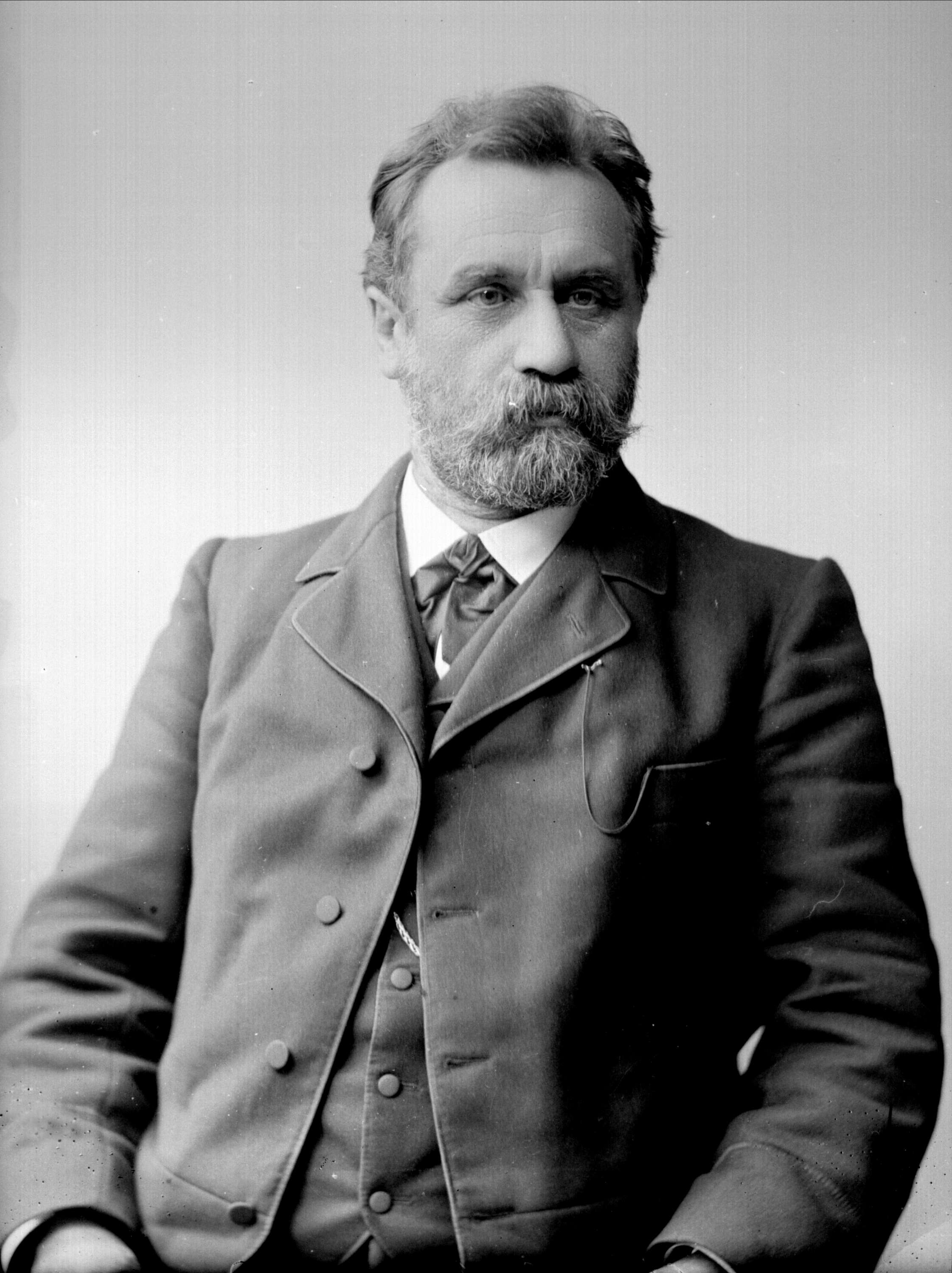
Bernhard Cathrinus Pauss, fotografado por Gustav Borgen

Ele estudou na Drammen Latin School, onde foi um dos primeiros membros conhecidos da fraternidade literária Silentium e se formou no vestibular da examen artium em 1857. Ele então estudou filosofia e teologia (isto é, teologia luterana, religião do estado da Noruega) na Universidade Real de Frederick e obteve o cand.theol. em 1865. Como estudante, ele trabalhou como professor na Christiania Burgher School, uma escola particular que serve os ricos, de 1860. Desde 1862, ele trabalhou como professor particular. 

## Escola de meninas de Nissen e outras escolas

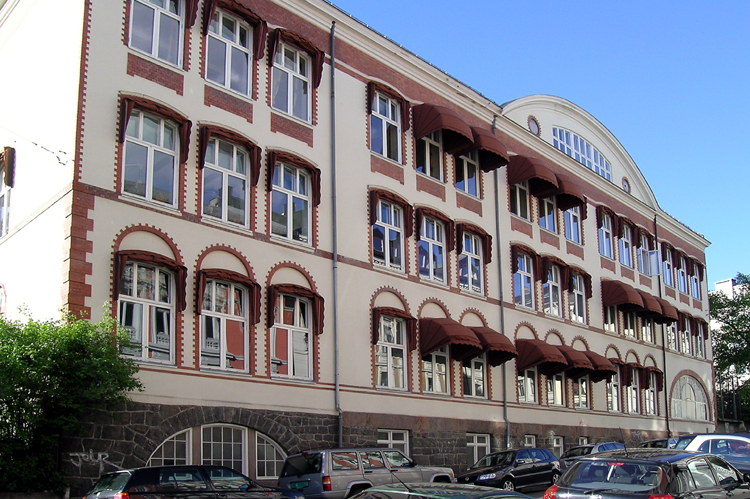
A Escola Feminina de Nissen, em Niels Juels, portão 56, em Frogner, Oslo. A propriedade foi comprada por Bernhard Pauss em 1897, que encomendou a construção do edifício, que foi concluído em 1899

Ao se formar na universidade em 1865, tornou-se professor na Nissen's Girls 'School, uma escola particular para meninas em Christiania. Em 1872, ele sucedeu o fundador da escola, Hartvig Nissen, como um dos três co-proprietários e diretores conjuntos, e acabou se tornando o único proprietário e diretor. Em 1903, a escola foi vendida para a empresa que possuía a vizinha Frogner School, mas a Nissen's Girls 'School era administrada de forma independente e ele permaneceu como diretor até sua morte, quatro anos depois. 
Durante seu tempo como diretor, a escola se tornou a primeira na Noruega a oferecer o examen artium, o vestibular, para mulheres. A Nissen's Girls 'School também foi a primeira instituição - à frente da Universidade - a oferecer ensino superior para mulheres na Noruega, por meio de sua faculdade de professores afiliada, liderada por Pauss. Durante o final do século 19, a faculdade educou uma proporção significativa de todas as professoras do país. Ele comprou a propriedade onde a escola agora está localizada no portão 56 de Niels Juels, em 1897, e encomendou a construção do novo prédio da escola, projetado por Henrik Nissen. 
Ele lecionou alemão e religião na Academia Militar da Noruega de 1868 a 1882. Ele também foi membro do conselho de administração da Escola para Jovens Senhoras em Christian Augusts Gade. 
Ele foi descrito como um homem muito gentil, muito apreciado por seus alunos e funcionários. Ex-alunos ergueram uma sepultura para ele em Vår Frelsers gravlund.
A partir de 1890, ele foi membro do comitê nomeado pelo governo que propôs a Lei da Escola Superior, adotada em 1896, e serviu no subcomitê encarregado de assuntos relacionados às escolas femininas, com Ragna Nielsen e Henriette Wulfsberg.

## Livro
Bernhard Pauss publicou vários livros escolares. Juntamente com Hartvig Lassen, ele editou a série de livros Læsebog i Modersmaalet (de 1884), que se tornou uma das mais amplamente usadas na Noruega por um período de cerca de 80 anos. Foi publicado oito anos antes do Læsebog for Folkeskolen, de Nordahl Rolfsen, e foi mais fortemente caracterizado pela continuidade da herança literária dinamarquesa, embora também apresentasse os primeiros contornos da era de ouro da literatura norueguesa.

## Presidente da Missão Santal da Noruega
Bernhard Pauss foi presidente da Norwegian Santal Mission, uma organização humanitária e missionária que atuou entre o povo santhal da Índia, de 1887 a 1907, em sucessão a Oscar Nissen. Ele também foi o primeiro editor de seu diário, Santalen ("The Santal"), de 1883 a 1907. Após sua morte, sua esposa Henriette Pauss o sucedeu como editor da revista e membro do conselho da Missão Santal da Noruega. 
Uma vila em Assam, na Índia, Pauspur (também denominada Pausspur), foi nomeada em sua homenagem pelos missionários da Missão Santal. A vila recebeu esse nome no final do século 19 e ainda carregava o nome a partir da década de 1950.

## Vida pessoal

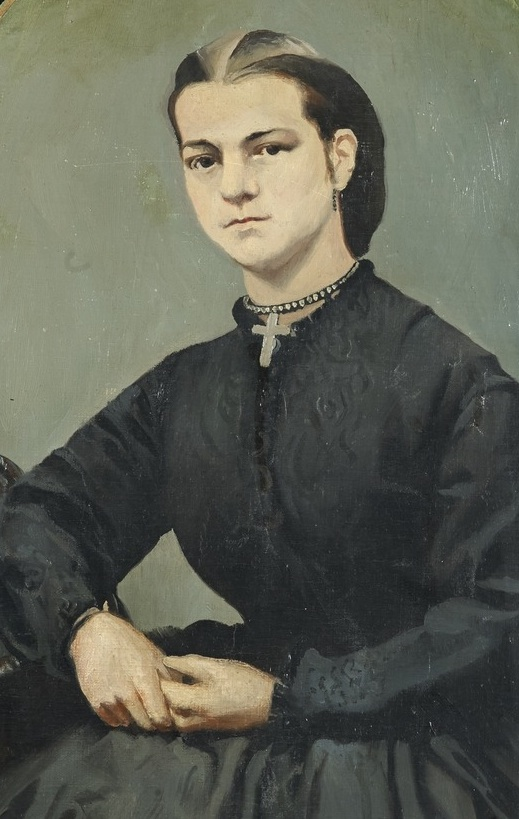
Sua segunda esposa Anna Henriette Wegner (1841–1918), filha do industrial Benjamin Wegner

Membro da família paus patrícia norueguesa Paus, era filho do capitão e armador de Drammen Nicolai Nissen Pauss (1811-1877) e Caroline Louise Salvesen (1812-1887), filha do capitão e corsário Bent Salvesen e um neta do grande comerciante de madeira Drammen, Jacob Fegth. Ele não tinha nenhuma relação com Hartvig Nissen ou Oscar Nissen, mas era descendente do juiz distrital de Upper Telemark Hans Paus (1721-1774) e da dinamarquesa Andrea Jaspara Nissen (1725-1772), descendente de Nikolaj Nissen e cuja família eram proprietários na Jutlândia . Ele era descendente masculino dos padres Peder Paus, Povel Paus e Hans Paus, e também era descendente do herói de guerra dinamarquês Jørgen Kaas, do topógrafo Arent Berntsen e de estadistas como Eske Bille, Claus Bille, Jørgen Lykke e Mogens Gyldenstierne. 

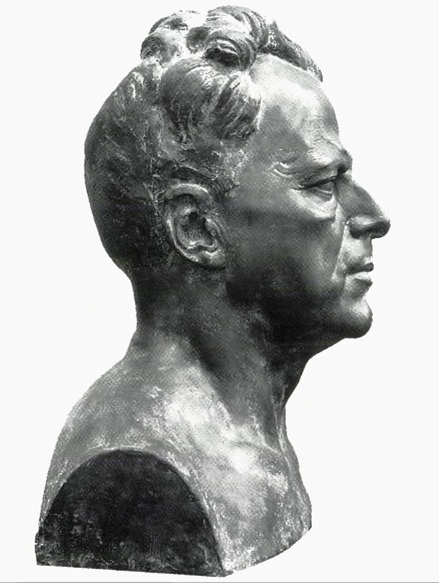
Seu filho, cirurgião, diretor de hospital e presidente da Cruz Vermelha Norueguesa Nikolai Nissen Paus

Em 1865, ele se casou com Augusta Thoresen em Genebra; ela era filha do comerciante de madeira Christiania Hans Thoresen. Seu único filho, Evald Pauss, morreu como estudante de medicina da difteria, uma doença contraída quando estudante. 

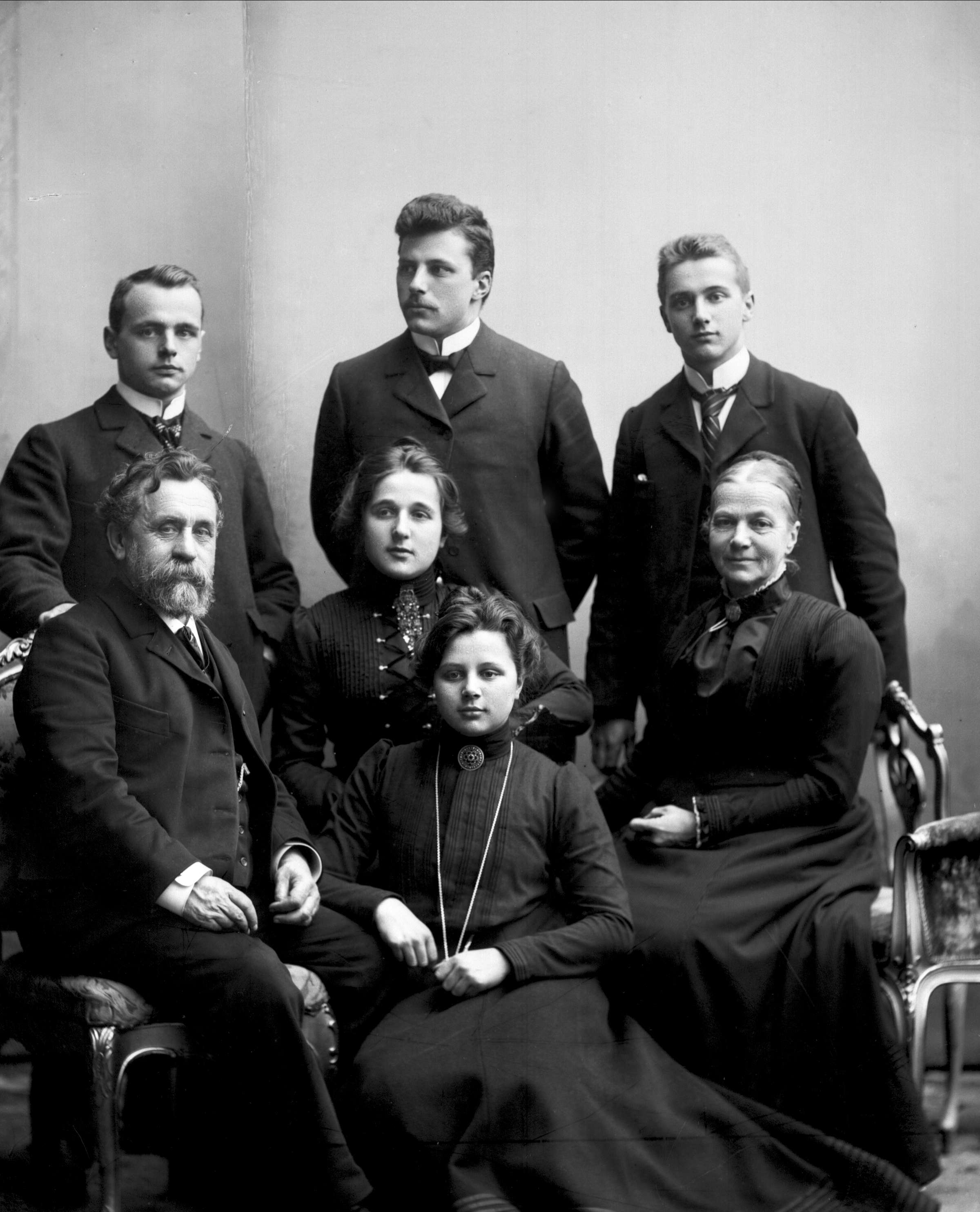
Bernhard Pauss com sua segunda esposa e seus filhos, fotografado por Gustav Borgen ca. 1900

Em 1876, casou-se com Anna Henriette Wegner (1841-1918) em Christiania; era a filha mais nova do industrial Benjamin Wegner e Henriette Seyler e neta do proeminente banqueiro de Hamburgo L.E. Seyler, co-proprietário do Berenberg Bank. Eles eram os pais do cirurgião, diretor do hospital e presidente da Cruz Vermelha Norueguesa Nikolai Nissen Paus, o engenheiro e CEO da Akershus Energi Augustin Thoresen Paus e o advogado e diretor da Confederação Norueguesa de Empregadores George Wegner Paus, bem como o filhas Henriette Wegner Paus, casada com o proprietário de uma escola particular (Frogner School, Nissen's Girls 'School, Haagaas School) Theodor Haagaas e Karoline Louise Paus, casada com o advogado Thorleif Ellestad. 

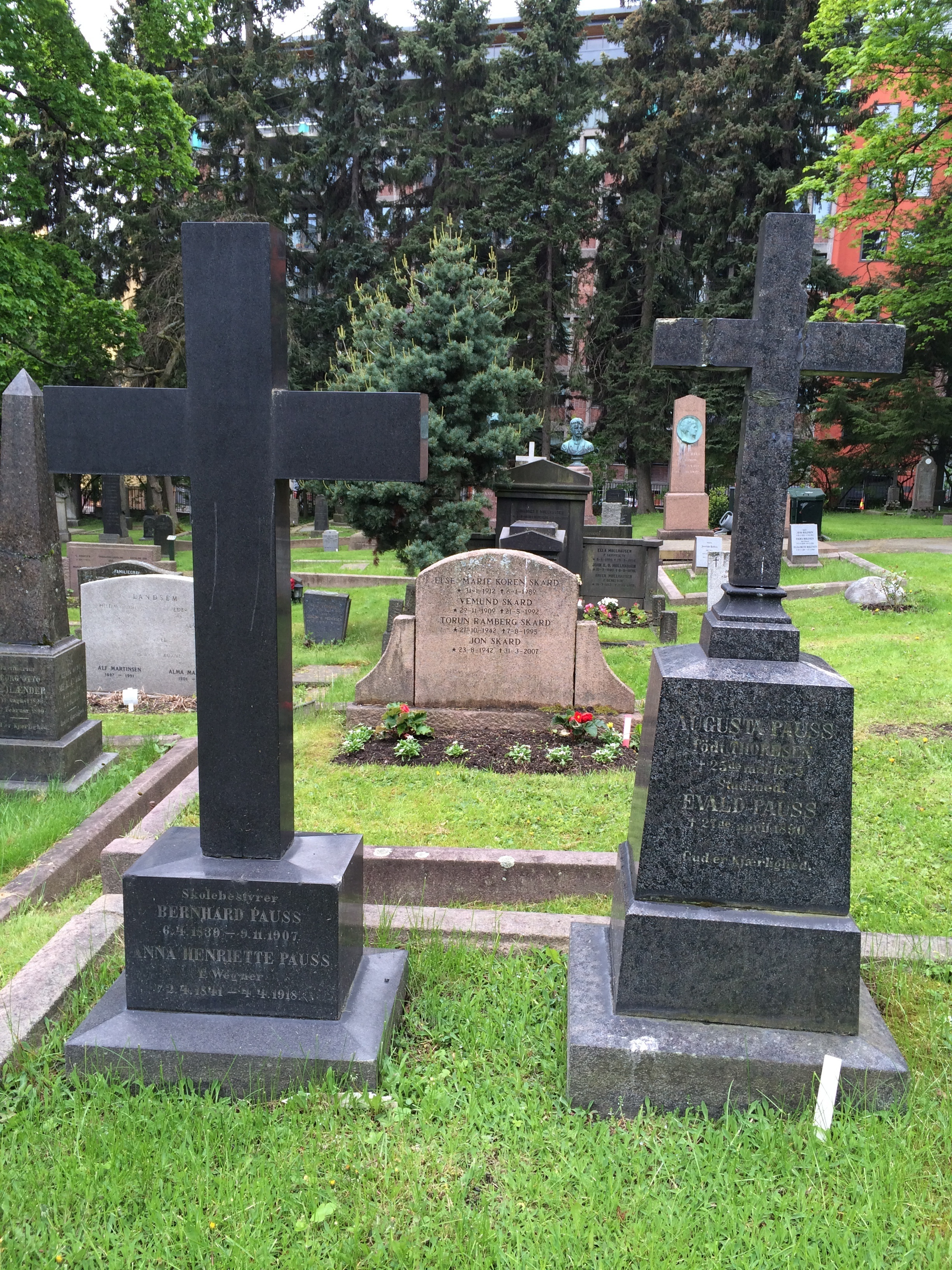
Sepultura de Bernhard Pauss, suas duas esposas Augusta Pauss e Anna Henriette Pauss e o filho mais velho Evald Pauss, em Vår Frelsers gravlund

Bernhard Cathrinus Pauss foi avô, entre outros, cirurgião, humanitário e grão-mestre da Ordem Norueguesa de Maçons. Bernhard Cathrinus Paus (1910–1999), do líder industrial Bernhard Paus (1909–1970), do diplomata e industrial líder Vilhelm Paus (1915–1995) e da humanista Henriette Bie Lorentzen (1911–2001). 
Sua segunda esposa era afilhada da condessa Karen Wedel-Jarlsberg, primeiro-ministro Nicolai Johan Lohmann Krog, presidente do Parlamento Søren Anton Wilhelm Sørenssen, banqueiro Johannes Thomassen Heftye, primeiro-ministro Frederik Stang, assistente de campo do rei Hans Christian Rosen, Marie Schjøtt e Henriette Benedicte Løvenskiold.
Ele era irmão do armador e comerciante de Svelvik Ismar Mathias Pauss (nascido em 1835) e Nicoline Louise Pauss, casada com o armador, membro do Parlamento e o maior fabricante de velas da Noruega, Peter Hannibal Høeg. Ele era o padrinho de seus sobrinhos Alf e Nicolay Nissen Paus, que fundou a empresa industrial Paus & Paus. 
Em sua vida, o nome de família foi escrito Pauss, mas seus filhos voltaram à grafia mais antiga Paus, usada por outros ramos da família.